# Conure versicolore
Pyrrhura picta
Espèce
Statut de conservation UICN

 LC  : Préoccupation mineure
Statut CITES
La Conure versicolore (Pyrrhura picta) est une espèce d'oiseaux de la famille des Psittacidae.
L'espèce est classée LC (Préoccupation mineure) par la liste rouge de l'IUCN. Il est possible que son statut de conservation change, car le nombre d'individus des différentes population est en déclin.

## Description
Cet oiseau mesure environ 22 cm. Il présente un plumage essentiellement d'un vert chaud, coloration plus sombre sur les parties supérieures. Le front est bleu azur, nuance se retrouvant sur les joues rouge brique. Les zones périauriculaires sont blanc argenté. Le dessin en écailles caractéristique du genre Pyrrhura est très marqué sur le cou et la poitrine en raison du contraste entre le noir et le jaune. Le plastron ventral rougeâtre est bien défini ainsi que les marques, également rougeâtres sur le croupion et la queue.

## Sous-espèces
D'après la classification de référence (version 3.4, 2013) du Congrès ornithologique international, cette espèce est constituée des sous-espèces suivantes (ordre phylogénique) :
- Pyrrhura picta eisenmanni  Delgado 1985 ; considérée comme l'espèce Conure d'Eisenmann par certains auteurs ;
- Pyrrhura picta subandina  Todd 1917 ; considérée comme l'espèce Conure du Sinu par certains auteurs ;
- Pyrrhura picta caeruleiceps  Todd 1947 ; considérée comme l'espèce Conure de Todd par certains auteurs ;
- Pyrrhura picta pantchenkoi  W.H. Phelps Jr 1977 ;
- Pyrrhura picta picta  (Statius Muller) 1776 ;

Une ancienne sous-espèce, Pyrrhura picta emma  Salvadori 1891 est aujourd'hui considérée comme une espèce à part entière, la Conure emma (Pyrrhura emma).